# 好転反応
好転反応（こうてんはんのう）とは、治療の過程において改善に向かう中で起こる、一時的に悪化した身体反応のことを指す言葉。東洋医学において瞑眩とよばれるものはこれに含まれるとされる。ただし科学的な根拠はなく、標準医療においては用いられない概念である。厚生労働省や独立行政法人国民生活センターは悪質な健康食品や美容サービス等で健康被害が出ている状況において利用されている言葉であるとして、注意喚起を行っている。

## 東洋医学における「瞑眩」
漢方薬の知識体系である漢方医学では瞑眩と呼ばれ、21世紀初頭の漢方薬の教科書では、予期せぬ症状の悪化が起こりその後、よく改善されていく場合の最初の悪化の過程であり、経験上3-4日以内持続し、1週間のこともあるとされる。1945年から2009年の間で、日本での瞑眩についての症例報告は70症例前後あり、文献以外の院内調査でも80%の人々で2-3日で生じており、教科書を裏付けていると考察された。
- 発症時期 1日目(42%、うち数時間が15%) 2日目(27%) 3日目(11%) 数日(5%) 4日目(3%) 5日目(1%) 7日目(4%) 8日目(4%) 2週間後(1%) 4週間後(1%)
- 持続 1日(33%) 2日(14%) 3日(14%) 4-6日(19%) 7日(13%) それ以上5% 症状が強く服薬中止:3症例

8日以上続いた3症例は、いずれも皮膚症状であった。このように8日を超える場合は、瞑眩ではなく有害事象（副作用）の可能性も考慮される必要がある。荒川和男も120症例を検討している。
中国の古典の『尚書』（『書経』とも、『四書五経』に含まれる）に記載があり、日本の漢方医の吉益東洞（18世紀）により日本で広く認知されるようになった。薬によって瞑眩が起きなかったら、その病は治らないという意味である。
治療過程において頻繁に起きることなので、事前に説明がされることが多い。漢方薬の厳密な定義に従うと、瞑眩が発生するのは多くある。漢方では患者の体質（証）を判断してから調剤を行う。
慢性的に疲労していた筋肉がほぐれ、溜まっていた老廃物が血液中に流れることなどが要因として考えられる。だるさや眠気、ほてりなどを感じるケースが多い。眠気が生じると不眠症が治ったと勘違いしてしまうことがある。他、発熱、下痢、発疹、咳などに現れることもある。また、老廃物が尿として排出されるため、その色が濃くなったりする。その他にも、主訴となる症状が一過的にぶり返したかのように見える場合もある。

## 健康商法や美容法で用いられる「好転反応」
健康商法や美容サービスなどでは、しばしば「好転反応」の概念が用いられる。皮膚炎などが発生した際に、「それは体の毒素が出ている時期」「反
応が出るのは効果がある証拠」などという形で説明されるのはその例である。シンガポールの健康科学庁は「使い始めに副作用があるかもしれませんが、あなたの身体が製品に馴染んでくると、それはなくなります」というフレーズを警戒すべきであると指摘しているが、これは日本においては好転反応と呼ばれるものである。
健康食品等において「好転反応」の説明を行うことは、薬機法における、医薬品的な効能効果の標ぼうの禁止に該当し禁止されている。
2003年の調査では、医療関係者や一般消費者の半数前後が好転反応という概念について聞いたことがあると回答しており、副作用を好転反応だと誤認する危険性についての認識が必要だとしている。「好転反応」で発生する健康被害が重篤な副作用であった場合にも、そうした説明に従い服用を継続してしまう危険性がある。
2014年12月10日、消費者庁より消費者安全法第38条第1項の規定に基づき、健康被害発生後も継続利用を勧められる美容健康商品等について、利用を一旦中止するようにと注意喚起が行われた。